# Maria de Dominici
Maria de Dominici (Birgu, 1645. december 6. – Róma, 1703. március 18.) máltai festő, szobrász, harmadik rendi karmelita apáca. Művészcsaládba született Birgu (Vittoriosa) városában, apja aranyműves volt és a Máltai lovagrend becsüse. Két fivére, Raimondo de Dominici és Francesco de Dominici, festő volt. Raimondo fia, Bernardo könyvet írt a kortárs művészet történetéről, amelyben szerepelt Maria is.

## Élete
Tizenéves korában de Dominici Mattia Preti festőnél és szobrásznál tanult, aki akkoriban a vallettai Szent János-társkatedrális belső díszítésén dolgozott. Feltehetőleg de Dominici a keze alá dolgozott, és feljegyezték, hogy segített Prattinak legismertebb munkájában, abban a festménysorozatban, amely Keresztelő János életét és vértanúságát ábrázolja, és a társszékesegyház boltozatát díszíti.
Határozott és sokoldalú személyiség volt; ezek a jellemvonások világosan kitűnnek az általa írt két végrendeletből. Giovannantonio Ciantar Malta Illustrata című műve (1772) olyannak ábrázolja, mint aki már fiatalon pontosan tudta, hogy mihez akar kezdeni életével: nem volt hajlandó a női kötelességek elvégzésére, ezért szülei gyakran rendreutasították, semmit nem akart csinálni a rajzoláson és egyéb olyan dolgokon kívül, amelyek megfeleltek természetes tehetségének. Végül szülei látva a festésre való hajlamát, tanárt szereztek neki.
Harmadik rendi karmelita apácaként szabadon élhetett a kolostor falain kívül, és mentesen a családi kötelékektől.
Úgy tűnik, gyorsan tanult és kivirágzott Preti gyámsága alatt. Giovannantonio Ciantar megjegyzi, hogy Preti irányítása alatt jól dolgozott, és amikor a mestere megengedte neki, hogy a mennyezeti freskó néhány nőalakját ő fesse, majdnem jobban dolgozott, mint mestere. Ugyanezt megerősítette Giuseppe Maria de Piro is a Squarci di Storia (1839) című művében, hozzátévem hogy Maria de Dominici felülmúlta a mester összes többi tanítványát.
1682-ben de Dominici elhagyta Máltát. Valószínűleg a lovagrend nagymestere unokaöccsét és feleségét (Isabella d'Avalos d'Aquino d'Aragona)  kísérte el, akik Pretivel együtt bátorították, hogy külföldön próbáljon szerencsét. Végül Rómában telepedett le, ahol saját műterme lett, és a nagymester ajánlólevelének köszönhetően kezdett megbízásokat kapni. Rómában egy társalkodónővel élt műtermében, a San Giovanni dei Fiorentini közelében.

## Művei
Máltában több hordozható kegytárgyat készített, amelyeket a helyi vallási ünnepségeken és utcai körmeneteken használtak. Számos munka fűződik nevéhez, azonban egyesek nehezen megtekinthetőek. A leghozzáférhetőbb művei Máltán Szűz Mária látogatása Erzsébetnél a żebbuġi plébániatemplomban; Beato Franco a vallettai Kármelhegyi Boldogasszony-bazilikában és az Angyali üdvözlet a Szent János-társkatedrális múzeumában.

## Emlékezete
2010-ben egy krátert neveztek el róla a Merkúr bolygón. Santa Luċiján utca viseli nevét.

## Fordítás
- Ez a szócikk részben vagy egészben  a   Maria de Dominici című angol Wikipédia-szócikk ezen változatának fordításán alapul.  Az eredeti cikk szerkesztőit annak laptörténete sorolja fel. Ez a jelzés csupán a megfogalmazás eredetét és a szerzői jogokat jelzi, nem szolgál a cikkben szereplő információk forrásmegjelöléseként.